# علوم انسانی دیجیتال
علوم انسانی دیجیتال (به انگلیسی: Digital humanities) حوزه از کارهای دانشگاهی در حوزه مشترک رایانش یا  فناوری اطلاعات و حوزه‌های مختلف علوم انسانی قرار دارد. این حوزه می‌تواند به مجموعه فعالیت‌های دانشگاهی و پژوهشی گفته شود که بر کاربرد پردازش رایانه ای داده ها یا فناوری‌های دیجیتال در علوم انسانی دلالت دارند. آنگونه که دراکر در مقدمه ای بر علوم انسانی دیجیتال می‌گوید این فعالیت‌ها باید شامل استفاده از سیستم‌ها و منابع دیجیتال در علوم انسانی به منظور بهبود کاربرد آن باشد.
علوم انسانی دیجیتال به عنوان راهی برای انجام پروژه‌های مبتنی بر کمک هزینه‌های دانشگاهی است که مفاهیم مشارکتی (انگلیسی:collaborative)، بین رشته‌ای (انگلیسی:transdisciplinary) و محاسباتی (انگلیسی:computationally) را در تعامل با پژوهش، تکنولوژی و نشر قرار می‌دهد.
دراکر در ادامه کتاب خود می‌گوید: با توسعه و بهره‌برداری از برنامه‌های کاربردی و تکنیک‌های جدید این حوزه، نوع جدیدی از پژوهش و آموزش علوم انسانی دیجیتال پدید آمد. همزمان نیز مطالعات و نقدها موجب پیوند میان میراث فرهنگی و فرهنگی دیجیتال شد.
بنابراین، ویژگی متمایز علوم انسانی دیجیتال، پرورش روابط دوجانبه بین علوم انسانی و دیجیتال است. از یک سو تکنولوژی را به منظور تحقیقات در علوم انسانی به خدمت می‌گیرد و از دیگر سو تکنولوژی را برای پرسشگری و پاسخ به پرسش‌ها استفاده می‌کند.

## تعریف
تعریف علوم انسانی دیجیتال در فرایندی پیوسته توسط دانشمندان و تمرین‌کنندگان این حوزه تدوین شده‌است. از آنجایی که این حوزه به پیوسته در حال رشد و تغییر است، تعاریف خاص می‌تواند به سرعت قدیمی یا بی فایده شده یا فرصت‌های آینده را محدود کند.
جلد دوم کتاب بحث در علوم انسانی دیجیتال به روشنی در بارهٔ سختی تعریف علوم انسانی دیجیتال سخن می‌گوید:
در کنار بایگانی دیجیتال، تجزیه و تحلیلهای کمی و پروژه‌های منجر به ساخت ابزارهای این حوزه، علوم انسانی دیجیتال در حال حاضر طیف گسترده‌ای از روش‌ها و شیوه‌ها را شامل می‌شود. روش‌هایی ماند: تصویر سازی داده‌های بزرگ، مدل‌سازی سه بعدی از آثار تاریخی، پایان‌نامه‌های دیجیتال محورفعالیت‌های هشتگ و تجزیه و تحلیل آن، بازی واقعیت جایگزین، مکان‌های تجاری و موارد دیگر است. آنچه که «چادر بزرگ» علوم انسانی دیجیتال نامیده می‌شود، تعریف دقیق آنچه علوم انسانی دیجیتال انجام می‌دهد را دشوار می‌کند.
با نگاهی به تاریخچه در میابیم: علوم انسانی دیجیتال از محاسبات علوم انسانی (به انگلیسی:humanities computing) توسعه یافته و با زمینه‌های دیگر، مانند محاسبات انسانی، محاسبات اجتماعی، و مطالعات رسانه ای مرتبط شده‌است. علوم انسانی دیجیتال، به‌طور مشخص موضوعات متنوعی را شامل می‌شود. از مجموعه‌های آنلاین منابع اولیه (عمدتاً متنی) تا داده کاوی مجموعه داده‌های فرهنگی بزرگ به مدل عناوین.
علوم انسانی دیجیتال هر دو زمینه دیجیتالی (اصلاح شده) و متولد دیجیتال یا دیجیتال محور را شامل می‌شوند و متدولوژی‌هایی را از رشته‌های علوم انسانی سنتی (مانند سخنرانی، تاریخ، فلسفه، زبان‌شناسی، ادبیات، هنر، باستانشناسی، موسیقی و مطالعات فرهنگی) و علوم اجتماعی را در بر می‌گیرد. همچنین شامل ابزارهای ارائه شده توسط کامپیوتر (مانند ابرمتن، ابررسانه، داده آمایی، بازیابی اطلاعات، داده کاوی، آمار، داده کاوی، نقشه‌برداری دیجیتال) و انتشارات الکترونیکی دیجیتالی می‌شود.
این مفهوم حتی شامل زیر زمینه‌های علوم انسانی دیجیتال مانند مطالعات نرم‌افزاری، مطالعات پلاتفرم و مطالعات انتقادی کد نیز می‌شود.
افزون بر آنچه گفته شده این تعریف به: زمینه‌هایی که موازی با علوم انسانی دیجیتال شامل مطالعات رسانه‌های جدید و علم اطلاعات و همچنین نظریه‌های ترکیب رسانه مطالعات بازی، به ویژه در زمینه‌های مربوط به طراحی پروژه‌های انسانی دیجیتال و تولید و تجزیه و تحلیل فرهنگی نیز بسط می‌یابد.

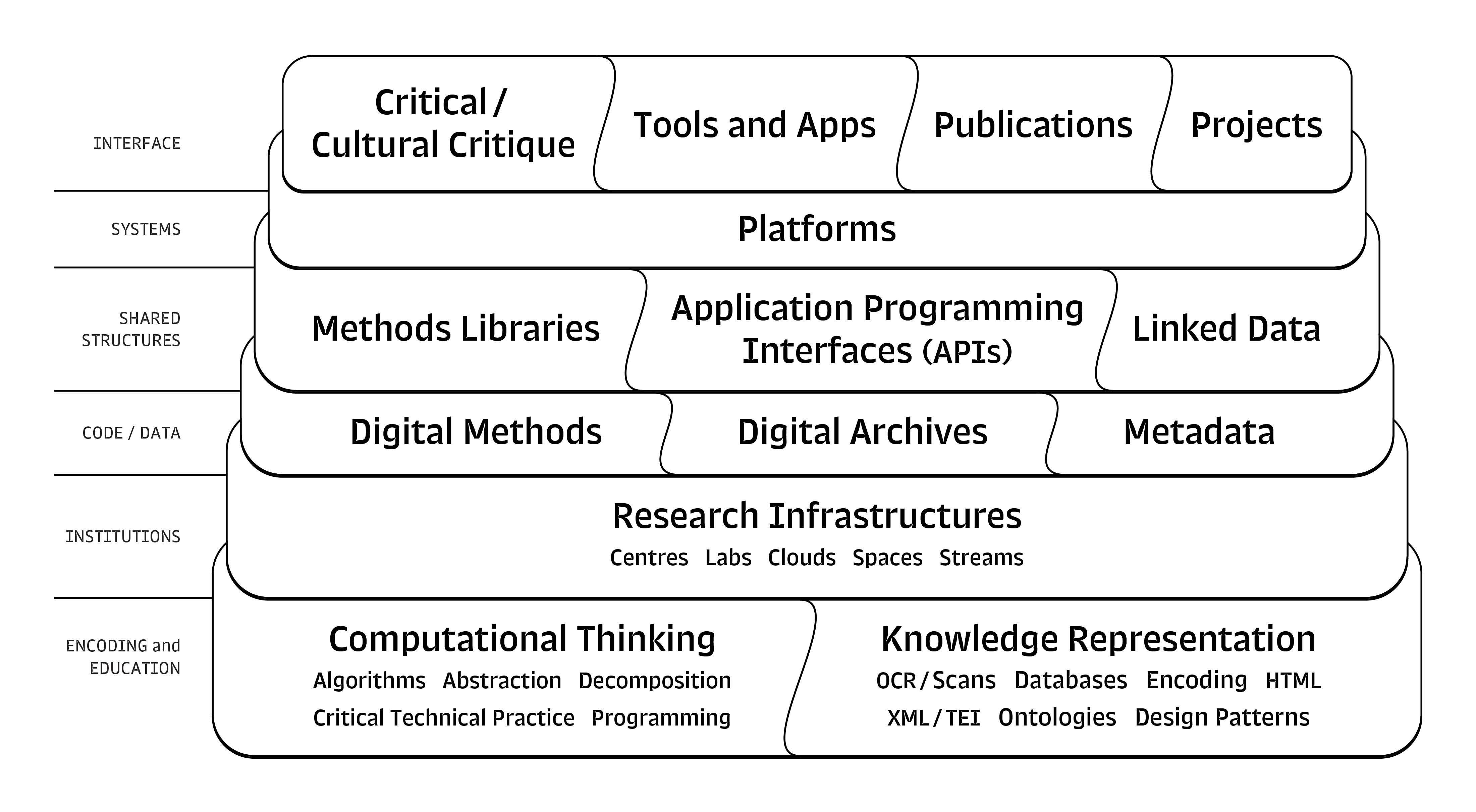
پشته علوم انسانی دیجیتال (from Berry and Fagerjord, Digital Humanities: Knowledge and Critique in a Digital Age)

بری و فاگرجورد (Berry and Fagerjord) معتقدند تعریف پشته علوم انسانی دیجیتال می‌تواند راهی برای نیل به یک تعریف همه پذیر از این مفهوم باشد. آنها معتقدند این نوع نمودار در علوم رایانه رایج است. این نمودارها عموماً برای نشان دادند اینکه چطور یک فناوری از فناوری‌های بالاتر انتزاع می‌شود. در اینجا نیز در یک رابطه با کمک رابطه ای تصویری و خلاقانه نشان داده می‌شود که] چگونه طیف وسیعی از فعالیت‌ها، شیوه‌ها، مهارت‌ها، فناوری‌ها و ساختارها برای تشکیل علوم انسانی دیجیتال، با هدف ارائه یک نقشه سطح بالا استفاده می‌شوند.

## تاریخچه
علوم انسانی دیجیتال از محدوده محاسبات علوم انسانی ریشه می‌گیرد که ریشه‌های آن در دهه‌های ۱۹۳۰ و ۱۹۴۰ در کار پیشگام استاد انگلیسی Josephine Miles و محقق یهودی روبرتو بیسا و زنان مورد استفاده قرار می‌گیرد.
در همکاری با آی بی ام، آنها ساخته‌های کامپیوتری را برای توماس آکویناس ساختند که به عنوان «Index Thomisticus» شناخته می‌شدند.
محققان دیگر از سیستم‌های رایانه ای برای استفاده از وظایف خودکار مانند جستجوی کلمه، مرتب‌سازی و شمارش استفاده می‌کردند، که بسیار سریعتر از پردازش اطلاعات از متون با کارت‌های دست نوشته یا تایپ شده بود. برای دهه‌ها باستان شناسان، کلاسیست‌ها، مورخین، محققان ادبی و مجموعه گسترده‌ای از محققان علوم انسانی در رشته‌های دیگر به دنبال روش‌های محاسباتی جدید برای تحکیم علوم انسانی بود، این دست‌آوردها به کار گرفته می‌شد.
سرانجام در سال ۲۰۰۶ بنیاد ملی علوم انسانی (NEH) علوم انسانی دیجیتال (که در سال ۲۰۰۸ به عنوان دفتر علوم انسانی شناخته می‌شود) را راه اندازی کرد. این امر موجب شد اصطلاح «علوم انسانی دیجیتالی» به‌طور گسترده‌ای پذیرفته شود و علوم انسانی دیجیتال برسر زبانها افتاد.
در سال ۲۰۰۹ انجمن زبان‌های مدرن MLA در فیلادلفیا، که در آن فعالان علوم انسانی دیجیتال «برخی از مهمترین و قابل ملاحظه‌ترین مشارکت‌ها» را انجام دادند. که برای مدتها بهترین بودند.

## ارزش‌ها و روش‌ها
گرچه پروژه‌ها و ابتکارات انسانی دیجیتال متنوع هستند، اغلب آنها ارزش‌ها و روش‌های مشترک را نشان می‌دهند. که می‌توانند در درک مسایل دشوار این زمینه کمک کنند.
ارزش‌ها
- انتقادی و نظری
- تجربی و تجربی
- همکاری و توزیع شده
- Multimodal و Performative
- باز و قابل دسترس

مواد و روش‌ها
- پیشرفت بحرانی بحرانی
- نسخه‌های افزوده شده و متناسب با مایعات
- مقیاس: قانون تعداد زیادی
- دور / نزدیک، ماکرو / میکرو، سطح / عمق
- تجزیه و تحلیل فرهنگی، جمع‌آوری و داده کاوی
- تجسم و طراحی داده‌ها
- بررسی موضعی و نقشه‌برداری ضخیم
- بایگانی متحرک
- تولید دانش توزیع شده و دسترسی عملیاتی
- بازی‌های انسانی
- کد، نرم‌افزار و برنامه‌های پلت فرم
- مستندات پایگاه داده
- محتوای قابل ویرایش و فرهنگ ریمیکس
- زیرساخت فراگیر
- بورس تحصیلی همه‌جانبه[۱۴]